# Pontiella
Pontiella ist eine 2020 von Daan M. van Vliet et al. beschriebene Gattung von marinen Bakterien innerhalb der Klasse Kiritimatiellae. Isoliert wurden zwei Stämme (englisch strains) als Referenzstämme zweier Pontiella-Arten, F1T für P. desulfatans und F21T für P. sulfatireligans.
Die nächsten offiziell anerkannten Verwandten finden sich innerhalb der Klasse Kiritimatiellae bei der Gattung Kiritimatiella mit der Art K. glycovorans  (Referenzstamm L21-Fru-ABT).
Zum Zeitpunkt dieser Veröffentlichung (2020) waren diese drei Vertreter die einzigen in Reinkultur verfügbaren Stämme der Klasse Kiritimatiellae.
Die taxonomische Zuordnung der Klasse Kiritimatiellae ist noch in der Diskussion. Die ursprüngliche Zuordnung war im Phylum (Stamm bzw. Abteilung, en. division) Verrucomicrobia, Unterabteilung/subdivision 5.
Während die Genome Taxonomy Database die Klasse heute wie früher bei den Verrucomicrobia sieht, folgen die List of Prokaryotic names with Standing in Nomenclature (LPSN) und der Taxonomy Browser des National Center for Biotechnology Information (NCBI) dem Vorschlag von Spring et al. (2016) und verorten sie in einem eigenen Phylum „Kiritimatiellaeota“.
Die Proben für die beiden Referenzstämme F1T und F21T wurden im Februar 2016 aus dem Schwarzen Meer bei Bulgarien entnommen.

## Stoffwechsel
Die beiden Stämme F1T und F21T wachsen fermentativ (gärend) nur auf einfachen Kohlenhydraten (Monosacchariden) und sulfatierten Polysacchariden. Sie reduzieren elementaren Schwefel, Eisen(III)-citrat und Anthrachinon-2,6-disulfonat (AQDS) während des anaeroben Wachstums auf Zuckern.
Beide Stämme produzierten während der stationären Phase Exopolysaccharide, wahrscheinlich mit intrazellulär gespeichertem Glykogen als Energie- und Kohlenstoffquelle.
Zu den Exopolysacchariden gehörten N-sulfatierte Polysaccharide (en. N-sulfated polysaccharides, vgl. Heparinoide), die wahrscheinlich Hexosamine enthalten und somit Glykosaminoglykanen (Mucopolysaccharide) ähneln.
Dies bedeutet, dass die beiden Stämme sowohl sulfatierte Polysaccharide abbauen als auch produzieren können.

## Genom
Der Schwerpunkt der Charakterisierung beider Stämme bzw. Spezies liegt bei der Genom-Analyse ihrer Exopolysaccharid-Synthese.
Beide Stämme kodierten für eine zuvor nicht beobachtete hohe Anzahl von Glykosidhydrolase-Genen (Glycosidasen-Genen), nämlich 422 (F1T) bzw. 388 (F21T).
Darunter sind auch alpha-L-Fucosidase-Gene, wie sie für den Abbau komplexer sulfatierter Polysaccharide wie Fucoidan erforderlich sind.

## Systematik
Die hier angegebene Konsensus-Taxonomie der Gattung Pontiella und ihrer (möglichen) näheren Verwandtschaft basiert mit Stand 6. März 2022 auf den folgenden Quellen:
- G – Genome Taxonomy database (GTDB), ohne Autorenschaft[4]
- B – Bacterial Diversity (BacDive), Deutsche Sammlung von Mikroorganismen und Zellkulturen (DSMZ)[8]
- L – List of Prokaryotic names with Standing in Nomenclature (LPSN), Deutsche Sammlung von Mikroorganismen und Zellkulturen (DSMZ)[2]
- N – National Center for Biotechnology Information (NCBI, Taxonomy Browser)[1]

GTDB klassifiziert die Kiritimatiellae abweichend weiterhin in den Verrucomicrobiota, sieht aber eine Reihe von Isolaten (aus der Metagenomik) im Rang weitere Spezies sowie bisher unveröffentlichte Schwestergattungen innerhalb der gemeinsamen Familie Pontiellaceae:
Familie: Pontiellaceae van Vliet et al. 2020 (G,L,N)
- Gattung: Pontiella van Vliet et al. 2020[3] (G,L,N)
  - Spezies: Pontiella desulfatans van Vliet et al. 2020[3] (B,G,L,N) mit Referenzstamm F1T (B,N) — Typus (L)
  - Spezies: Pontiella sulfatireligans van Vliet et al. 2020[3] (BG,L,N) mit Referenzstamm F21T (B,N)
  - Spezies: Pontiella sp003230915 (G), mit Isolat SZUA-127[9]
  - Spezies: Pontiella sp003246265 (G), mit Isolat SZUA-380[10]
  - Spezies: Pontiella sp003252225 (G), mit Isolat SZUA-494[11]
  - Spezies: Pontiella sp004299845 (G), mit Isolat S94[12]
  - Spezies: Pontiella sp012729265 (G), mit Isolat AS06rmzACSIP_553[13]
  - Spezies: Pontiella sp013042165 (G), mit Isolat Site_C10[14]
- Gattung: GCA-2712105 (G)
- Gattung: UBA1859 (G)
- Gattung: UBA5540 (G)

## Etymologie
Der Gattungsname Pontiella leitet sich ab von altgriechisch πόντος póntos, deutsch ‚Meer‘, insbesondere ‚Schwarzes Meer‘, πόντιος póntios, deutsch ‚aus dem (Schwarzen) Meer‘, davon das neulateinische fem. Diminutiv ‚pontiella‘, vgl. Gattungsnamen Salmonella, Legionella, Xyllella etc.; dies nimmt Bezug auf die Herkunft der Typusart.
- Das Art-Epitheton desulfatans setzt sich zusammen aus der lat. Vorsilbe de- ‚ent-‘, ‚de-‘ und neulat. sulfas ‚Sulfat‘ (Genitiv sulfatis); bedeutet also ‚Sulfat entfernend‘, was sich auf die Sulfatester-Substitutionen in Polysacchariden bezieht.[2]
- Das Art-Epitheton sulfatireligans setzt sich zusammen aus neulat. sulfas ‚Sulfat‘ (Genitiv sulfatis) und dem Infinitiv von lat. religare ‚zurückbinden‘, ‚befestigen‘, was sich auf die Sulfatestersubstitutionen in Exopolymeren bezieht.[2]